# フィリップ・エルムノー
フィリップ・エルムノー（Philippe Ermenault、1969年4月29日 - ）は、フランス、フリックスクール出身の元自転車競技選手。

## 来歴
1992年
- フランス選手権 個人追抜 優勝

1993年
- フランス選手権 個人追抜 優勝
- トラックレース世界選手権
  - 個人追抜 2位

1994年
- フランス選手権 個人追抜 優勝

1995年
- フランス選手権 個人追抜 優勝

1996年
- フランス選手権 個人追抜 優勝
- アトランタオリンピック
  -  団体追抜 優勝（+ クリストフ・カペル、ジャン＝ミシェル・モナン、フランシス・モロー）
  - 個人追抜 2位
- トラックレース世界選手権
  - 団体追抜 2位

1997年
- フランス選手権 個人追抜 優勝
- トラックレース世界選手権
  -  個人追抜 優勝
  - 団体追抜 3位

1998年
- トラックレース世界選手権
  -  個人追抜 優勝

1999年
- トラックレース世界選手権
  - 団体追抜 2位
- フランス選手権 個人追抜 優勝